# Lurbe-Saint-Christau
 Lurbe-Saint-Christau  es una población y comuna francesa, en la región de Aquitania, departamento de Pirineos Atlánticos, en el distrito de Oloron-Sainte-Marie y cantón de Oloron-Sainte-Marie-Est.

## Demografía
| 544 | 520 | 655 | 665 | 733 | 806 | 806 | 800 | 728 | 609 | 561 | 523 | 513 | 511 | 458 | 448 | 412 | 410 | 435 | 421 | 414 | 392 | 401 | 404 | 381 | 400 | 391 | 383 | 275 | 269 | 250 | 214 | 235 | 225 |
| Para los censos de 1962 a 1999 la población legal corresponde a la población sin duplicidades (Fuente: INSEE [Consultar]) |     |     |     |     |     |     |     |     |     |     |     |     |     |     |     |     |     |     |     |     |     |     |     |     |     |     |     |     |     |     |     |     |     |

## Economía
La principal actividad es la agricultura (ganadería, pastos, policultivo). 